# جوخه (فیلم ۱۹۸۶)
جوخه (به انگلیسی: Platoon) یک فیلم آمریکایی ضدجنگ دربارهٔ جنگ ویتنام به کارگردانی الیور استون با بازی تام برنگر، ویلم دفو، و چارلی شین است که در سال ۱۹۸۶ پخش شد. این فیلم اولین قسمت سه‌گانهٔ جنگ‌های ویتنام به‌کارگردانی الیور استون است؛ دو قسمت دیگر عبارت‌اند از متولد چهارم ژوئیه (۱۹۸۹) و بهشت و زمین (۱۹۹۳).
استون فیلم‌نامهٔ این فیلم را بر اساس تجربیات شخصی‌اش به‌عنوان پیاده‌نظام ارتش ایالات متحده در ویتنام نوشته بود. این فیلم نخستین فیلم هالیوودی بود که کارگردان و نویسندهٔ آن مجروح جنگ ویتنام بود.
جوخه در سال ۱۹۸۶ برندهٔ جایزه اسکار برای بهترین فیلم، بهترین کارگردانی، بهترین میکس صدا و بهترین تدوین شد. در سال ۱۹۹۸ نیز بنیاد فیلم آمریکا جوخه را در ردهٔ ۸۳ فهرست ۱۰۰ سال… ۱۰۰ فیلم به انتخاب بفا قرار داد.

## بازیگران
- چارلی شین در نقش کریس تیلور
- تام برنگر در نقش گروهبان رابرت بارنز
- ویلم دفو در نقش گروهبان گوردون الیاس
- جان کریستوفر مک‌گینلی در نقش گروهبان رد اونیل
- کوین دیلون در نقش بانی
- کیث دیوید در نقش کینگ
- مارک موزس در نقش ستوان وولف
- فرانچسکو کوئین در نقش «راه» ورموچی
- فارست ویتاکر در نقش بیگ هارولد
- تونی تاد در نقش گروهبان وارن
- ریچارد ادسون در نقش سال
- جانی دپ در نقش لرنر
- کوری گلاور در نقش فرانسیس
- کریس پدرسون در نقش کراوفورد
- دیل دای در نقش سرهنگ هریس

## جایزه‌ها
| جایزه                         | رده                           | موضوع                                                           | نتیجه    |
| ----------------------------- | ----------------------------- | --------------------------------------------------------------- | -------- |
| جوایز اسکار                   | بهترین فیلم                   | آرنولد کوپلسون                                                  | برنده    |
| جوایز اسکار                   | بهترین کارگردان               | الیور استون                                                     | برنده    |
| جوایز اسکار                   | بهترین بازیگر نقش مکمل مرد    | تام برنگر                                                       | نامزدشده |
| جوایز اسکار                   | بهترین بازیگر نقش مکمل مرد    | ویلم دفو                                                        | نامزدشده |
| جوایز اسکار                   | بهترین فیلم‌نامه غیراقتباسی    | الیور استون                                                     | نامزدشده |
| جوایز اسکار                   | بهترین فیلم‌برداری             | رابرت ریچاردسون                                                 | نامزدشده |
| جوایز اسکار                   | بهترین تدوین                  | کلیر سیمپسون                                                    | برنده    |
| جوایز اسکار                   | بهترین میکس صدا               | جان کی. ویلکینسون، ریچارد راجرز، چارلز «باد» گرنزباک، سایمون کی | برنده    |
| جوایز بفتا                    | بهترین تدوین                  | کلیر سیمپسون                                                    | برنده    |
| جوایز بفتا                    | بهترین فیلم‌برداری             | رابرت ریچاردسون                                                 | نامزدشده |
| جوایز بفتا                    | بهترین کارگردانی              | الیور استون                                                     | برنده    |
| جایزه انجمن کارگردانان آمریکا | کارگردانی برجسته-فیلم برگزیده | الیور استون                                                     | برنده    |
| جایزه گلدن گلوب               | بهترین کارگردان               | الیور استون                                                     | برنده    |
| جایزه گلدن گلوب               | بهترین فیلم‌نامه               | الیور استون                                                     | نامزدشده |
| جایزه گلدن گلوب               | بهترین فیلم درام              | آرنولد کوپلسون                                                  | برنده    |
| جایزه گلدن گلوب               | بهترین بازیگر نقش مکمل مرد    | تام برنگر                                                       | برنده    |
| خرس نقره‌ای                    | بهترین کارگردان               | الیور استون                                                     | برنده    |
| جایزه ایندیپندنت اسپیریت      | بهترین کارگردان               | الیور استون                                                     | برنده    |
| جایزه ایندیپندنت اسپیریت      | بهترین فیلم‌نامه               | الیور استون                                                     | برنده    |
| جایزه ایندیپندنت اسپیریت      | بهترین فیلم                   | آرنولد کوپلسون                                                  | برنده    |
| جایزه ایندیپندنت اسپیریت      | بهترین بازیگر مرد             | ویلم دفو                                                        | نامزدشده |
| جایزه ایندیپندنت اسپیریت      | بهترین فیلم‌بردار              | رابرت ریچاردسون                                                 | برنده    |
| جایزه انجمن نویسندگان آمریکا  | بهترین فیلم‌نامهٔ غیراقتباسی    | الیور استون                                                     | نامزدشده |

### افتخارات
فهرست‌های بنیاد فیلم آمریکا:
- ۱۰۰ سال… ۱۰۰ فیلم به انتخاب بفا: ردهٔ ۸۳
- ۱۰۰ سال… ۱۰۰ هیجان به انتخاب بفا: ردهٔ ۷۲
- ۱۰۰ سال… ۱۰۰ فیلم به انتخاب بفا (بازبینی ۲۰۰۷): ردهٔ ۸۶